# Сурганов, Вячеслав Сергеевич
Вячеслав Сергеевич Сурга́нов (род. 27 июля 1933 года, п. Бакал, Челябинская область) — российский политик, председатель Свердловской областной думы (1995—1996) и Областной думы Законодательного собрания Свердловской области (1996—2000), народный депутат РСФСР (1990—1993), член Совета Федерации (1996—1997, 1998—1999).

## Биография
В 1956—1990 гг. работал в геологоразведочных организациях:
- 1956—1965 гг. — в Уральском геологическом управлении (старший буровой мастер, начальник участка, заведующий буровыми работами, технический руководитель, начальник партии);
- 1965—1966 гг. — руководитель буровых работ в Гане;
- 1966—1969 гг. — руководитель буровых работ в Иране;
- 1969—1990 гг. — начальник Уральской геологоразведочной экспедиции (г. Верхняя Пышма Свердловской области), управляющий Уральским производственным геологическим трестом «Уралцветметразведка», одновременно в 1984—1986 гг. — руководитель группы советских геологов в Эфиопии.

В марте 1990 года избран народным депутатом РСФСР и депутатом Верхнепышминского горсовета. На первом заседании горсовета избран его председателем. В мае 1990 избран членом Верховного Совета РСФСР. В ноябре 1991 года назначен главой администрации Верхней Пышмы, в связи с чем сложил полномочия члена Верховного Совета РСФСР.
10 апреля 1994 года избран депутатом Свердловской областной думы от Нижнетагильского четырёхмандатного избирательного округа № 4. 12 мая 1994 года избран заместителем председателя думы, в связи с чем оставил пост главы администрации Верхней Пышмы. Председателем Свердловской областной думы был избран Э. Э. Россель. После избрания Росселя Губернатором Свердловской области в августе 1995 года, Сурганов стал председателем Свердловской областной думы (избран 6 сентября 1995 года). 23 января 1996 года стал членом Совета Федерации Федерального Собрания Российской Федерации по должности. Был членом комитета по бюджету, налоговой политике, финансовому, валютному и таможенному регулированию, банковской деятельности.
14 апреля 1996 года избран депутатом Областной думы Законодательного собрания Свердловской области по списку «прогубернаторского» движения «Преображение Урала». 20 апреля 1996 года на первом заседании обновлённой думы переизбран её председателем.
14 мая 1997 уступил своё кресло в Совете Федерации председателю Палаты представителей Законодательного собрания Свердловской области А. Ю. Шапошникову.
На перевыборах половины состава Областной думы 12 апреля 1998 года движение «Преображение Урала» потерпело поражение, получив всего 2 мандата из 14, однако относительное большинство сторонников Э. Э. Росселя в думе сохранилось. Первое заседание обновлённого состава думы неоднократно срывалось и было проведено лишь 18 мая 1998 года, на нём Сурганов был переизбран председателем думы. 9 июля 1998 года он вновь стал членом Совета Федерации и вошёл в состав комитета по конституционному законодательству и судебно-правовым вопросам. 17 мая 1999 года передал полномочия в Совете Федерации председателю Палаты представителей П. Е. Голенищеву.
На очередных выборах Областной думы 26 марта 2000 года свою кандидатуру не выдвигал. В 2000 году был назначен советником Губернатора Свердловской области.

## Награды и почётные звания
- Орден Трудового Красного Знамени;
- орден Дружбы народов;
- орден «Знак Почёта»;
- заслуженный геолог РСФСР;
- почётный гражданин Свердловской области;
- почётный гражданин города Верхняя Пышма;
- почетный разведчик недр СССР, почетный разведчик недр России
- Почётная грамота Президиума Верховного совета Российской Федерации (1993)[1].